# Босоногий мальчик
«Босоногий мальчик» — первый сольный студийный альбом российского музыканта Леонида Агутина, вышедший в 1994 году.

## Об альбоме
Альбом был записан в тверской студии «Салам» и распродан за месяц, а большинство песен стало хитами. За песню «Хоп Хэй Лала Лэй» Агутин стал лауреатом фестиваля «Песня года-1994».
Издание Афиша Daily включило «Босоногого мальчика» в сотню лучших постсоветских альбомов за 30 лет, посчитав, что альбом — «удачная попытка изобразить латину, фанк и соул на русском».

Дебютный альбом «Босоногий мальчик» вышел в 1994 году и имел просто фантастический успех. Мало того, что он был распродан в течение одного месяца, такие песни как «Кого не стоило бы ждать», «Хоп Хэй Лала Лэй», «Босоногий мальчик», «Парень чернокожий» мгновенно стали хитами. Альбом имел высокое качество звучания, а все песни — нестандартные гармонии, оригинальные стихи и виртуозную технику исполнения. В этой связи особенно хочется выделить гитариста А. Ольцмана и барабанщика Ю. Семенова, музыкантов из аккомпанирующего ансамбля «Эсперанто».— Творческий Фонд России. Энциклопедия современного искусства / Сост. Э. Алексеева и др. - М., 1996. - 701 с. - с. 661

## Список композиций
Автор музыки всех песен — Леонид Агутин, текстов — Агутин (4, 8, 10-12) и Герман Витке (1-3, 5-7, 9).
| №                   | Название                                                       | Длительность |
| ------------------- | -------------------------------------------------------------- | ------------ |
| 1.                  | «Босоногий мальчик» (A Barefoot Boy)                           | 3:43         |
| 2.                  | «За счастьем» ((In Pursuit) Of Happiness)                      | 3:34         |
| 3.                  | «Разговор о дожде» (A Talk About Rain)                         | 4:10         |
| 4.                  | «Девочка» (A Girl)                                             | 3:38         |
| 5.                  | «Никому не сестра» (A Sister For Nobody)                       | 5:15         |
| 6.                  | «Голос высокой травы» (The Voice Of High Grass)                | 3:48         |
| 7.                  | «Следом за весной» (Following The Spring)                      | 3:33         |
| 8.                  | «Хоп Хэй Лала Лэй» (Hop Hey Lala Lay)                          | 3:43         |
| 9.                  | «Вспомни о нём» (Remember Him)                                 | 3:54         |
| 10.                 | «Парень чернокожий» (The Dark-Skinned Guy)                     | 3:41         |
| 11.                 | «Всё только для тебя» (Everything Just For You)                | 3:47         |
| 12.                 | «Кого не стоило бы ждать» (Who Might Not Be Worth Waiting For) | 3:48         |
| Общая длительность: | Общая длительность:                                            | 46:32        |